# Felix Kramer (Schauspieler)

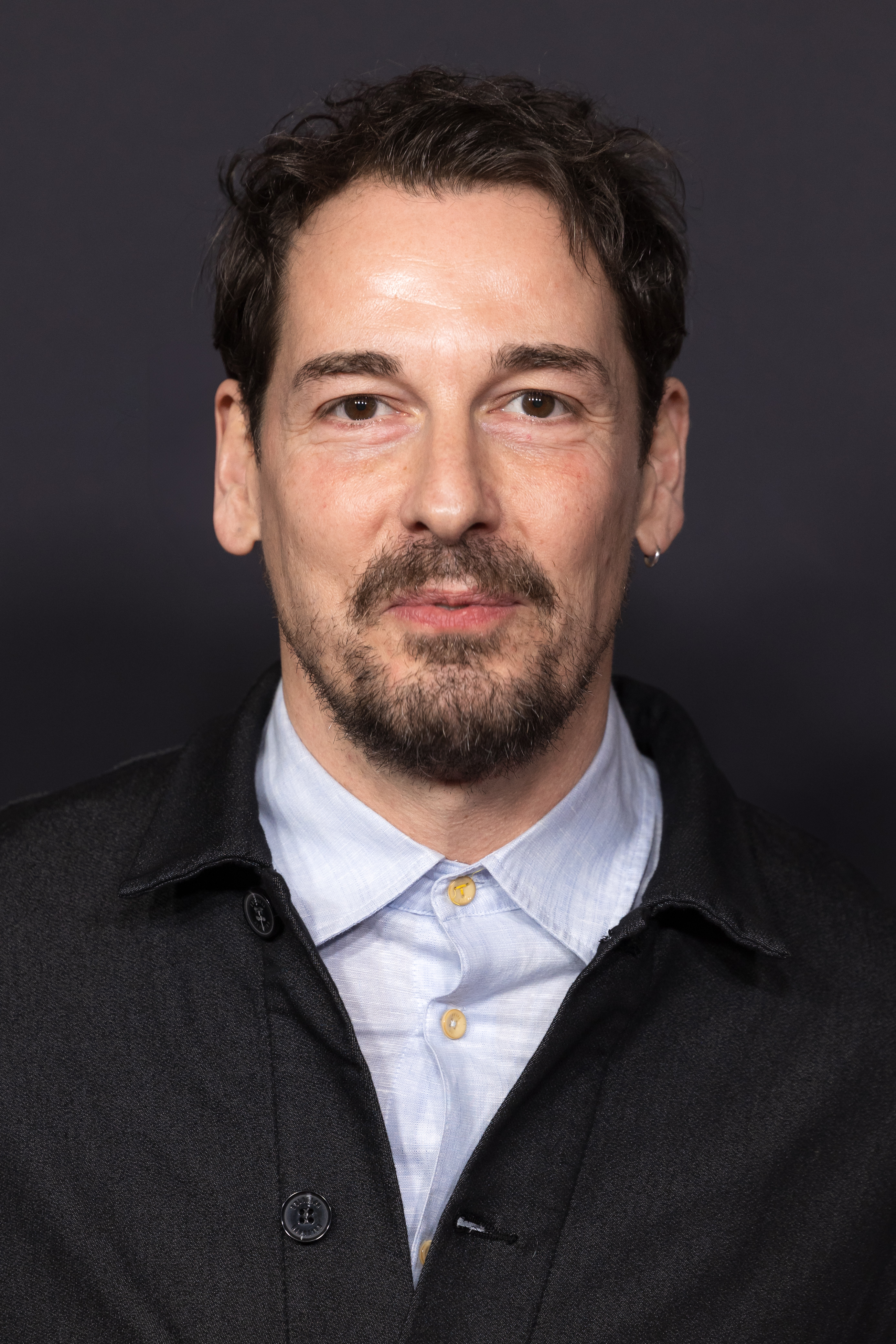
Felix Kramer (2024)

Felix Kramer (* 23. März 1973 in Ost-Berlin) ist ein deutscher Schauspieler.

## Leben
Felix Kramer wurde im Berliner Ortsteil Mahlsdorf als Sohn der Schauspielerin Petra Hinze und des Regisseurs Jurij Kramer geboren und hat zwei Brüder. Er absolvierte zunächst eine Lehre als Dekorationstischler, bevor er an der Hochschule für Schauspielkunst Ernst Busch in Berlin von 1999 bis 2003 seine Ausbildung zum Schauspieler durchlief. Nach seinem Abschluss engagierte ihn der Intendant Friedrich Schirmer am Staatstheater Stuttgart (2003 bis 2005). In der Spielzeit 2005/2006 war er am Deutschen Schauspielhaus Hamburg engagiert und ist seit 2008 als selbständiger Schauspieler tätig.

### Theater
Auftritte und Rollen am Deutschen Schauspielhaus Hamburg, am Deutschen Theater und am Maxim-Gorki-Theater in Berlin waren unter anderem als Gora in Medea (Regie: Karin Henkel), als Pater in Andorra (Regie: Tina Lanik), als Werther in Die Leiden des jungen Werthers (Regie: Florentine Klepper), in Hunger nach Sinn (Regie: Kevin Rittberger), als Malcom in William Shakespeares Macbeth (Regie: Marc von Henning), als der Gefreite in Der kaukasische Kreidekreis (Regie: Jacqueline Kornmüller) sowie als Lyngstrand in Die Frau vom Meer (Regie: Jacqueline Kornmüller), Cléante in Der Geizige (Regie: Ivo van Hove) und Roddy Dangerblood in Dorfpunks (Regie: Studio Braun). 2011 spielte Kramer am Münchner Volkstheater die Hauptrolle als Albert in Ödön von Horváths Eine Unbekannte aus der Seine (Regie: Anna Bergmann). Am Schauspiel Leipzig gastierte er in der Spielzeit 2014/2015 als Hamlet in der Inszenierung Hamlet, Prinz von Dänemark von Thomas Dannemann.

### Film und Fernsehen
2003 spielte er im Kinofilm Anatomie 2 die Rolle des jungen Orthopäden Kurt. Im Fernsehen war er unter anderem als Journalist Tim Dabelstein in der Bella-Block-Doppelfolge Das Schweigen der Kommissarin (2009) zu sehen. 2014 spielte er in Feo Aladags Film Zwischen Welten, der unter anderem bei den Internationalen Filmfestspielen in Berlin (Berlinale) zu sehen war. An der Seite von Christian Kohlund verkörperte er von 2016 bis 2019 in den ersten sechs Folgen des Zürich Krimi den Polizeihauptmann Furrer.

## Filmografie (Auswahl)
- 1999: Hallo, Onkel Doc! (Fernsehserie, Folge Herzklopfen)
- 2003: Anatomie 2
- 2008: Tatort: Und tschüss (Fernsehreihe)
- 2009: Bella Block: Das Schweigen der Kommissarin (Fernsehreihe, Zweiteiler)
- 2011: Die Pfefferkörner (Fernsehserie, Folge Reisefreuden)
- 2011: Heiter bis tödlich: Nordisch herb (Fernsehserie, Folge Sündiges Husum)
- 2012: Der Dicke/Die Kanzlei (Fernsehserie, Folge Gefährliche Suche)
- 2012: Der Hafenpastor (Fernsehreihe)
- 2012: In aller Freundschaft (Fernsehserie, Folge Hätte, wäre, wenn ...)
- 2012: SOKO Wismar (Fernsehserie, Folge Barvermögen)
- 2012, 2016: SOKO Leipzig (Fernsehserie, verschiedene Rollen, 2 Folgen)
- 2013: Alarm für Cobra 11 – Die Autobahnpolizei (Fernsehserie, Folge Das Landei)
- 2013: Rosa Roth – Der Schuss (Fernsehreihe)
- 2014: Zwischen Welten
- 2015: SCHULD nach Ferdinand von Schirach (Fernsehserie, Folge Volksfest)
- 2016: Kommissarin Heller: Nachtgang (Fernsehreihe)
- 2016–2019: Der Zürich-Krimi (Fernsehreihe)
  - 2016: Borcherts Fall
  - 2016: Borcherts Abrechnung
  - 2018: Borchert und die letzte Hoffnung
  - 2018: Borchert und die Macht der Gewohnheit
  - 2019: Borchert und die mörderische Gier
  - 2019: Borchert und der Sündenfall
- 2017: Der Kriminalist (Fernsehserie, Folge Claire)
- 2017: Marie Brand und das ewige Wettrennen (Fernsehreihe)
- 2017: Ein Kind wird gesucht
- 2017–2020: Dark (Fernsehserie, 5 Folgen)
- 2018: Letzte Spur Berlin (Fernsehserie, Folge Liebesverrat)
- 2018: Dogs of Berlin (Fernsehserie, 10 Folgen)
- 2019: Freies Land
- 2020/2021: Warten auf’n Bus (Fernsehserie, 15 Folgen)
- 2023: Irgendwann werden wir uns alles erzählen
- 2023: Black Box
- 2023: King’s Land (Bastarden)
- 2024: Oderbruch (Fernsehserie, 8 Folgen)
- 2024: Die Schule der magischen Tiere 3
- 2025: Was Marielle weiß